# Blonde Ice
Blonde Ice – amerykański film z 1948 roku w reżyserii Jacka Bernharda.